# Basgouèma
Basgouèma est une localité située dans le département de Samba de la province du Passoré dans la région Nord au Burkina Faso.

## Géographie
Basgouèma se trouve à 1 km au nord de Thébo, à 5 km au sud-ouest du centre de Samba, le chef-lieu du département, et de la route nationale 13 ainsi qu'à environ 45 km au sud-ouest de Yako.

## Santé et éducation
Le centre de soins le plus proche de Basgouèma est le centre de santé et de promotion sociale (CSPS) de Thébo tandis que le centre médical avec antenne chirurgicale (CMA) de la province se trouve à Yako.